# Tim Atack
Tim Atack est un compositeur britannique né le 5 avril 1959 en Angleterre.

## Filmographie
- 1996 : Roméo + Juliette
- 1998 : Les Géants (Among Giants)
- 1999 : Elephant Juice
- 2004 : Quite Ugly One Morning (TV)
- 2005 : The Quatermass Experiment (TV)
- 2005 : Much Ado About Nothing (TV)
- 2006 : Krakatoa: The Last Days (TV)
- 2009 : The Invention of Lying, de Ricky Gervais
- 2013 : The Christmas Candle de John Stephenson